# 魔法のパンプキン 〜アンとグレッグの大冒険〜
『魔法のパンプキン 〜アンとグレッグの大冒険〜』は、2003年にエム・ティー・オーから発売されたコミカルなアクションゲーム。欧州ではCastleween、北米ではSpirits & Spellsと言うタイトルでWanadooから発売されていた。

## ゲーム内容
PS2版とGC版は『クラッシュ・バンディクー』や『スーパーマリオ64』の様な3Dアクションゲームだが、先行して発売されたGBA版は横スクロールアクションゲームとなっている。
ハロウィンの夜、森の奥深くに「お菓子の家」と呼ばれる屋敷があると噂を聞いた子供達がお菓子に釣られ、不思議な死者の世界に迷い込み、モンスターのボスであるボギーマンにさらわれ、魂を抜かれ銅像にされてしまった。プレイヤーである主人公の魔法使いに仮装した女の子アン（海外版はアリシア）と、子悪魔に仮装した男の子グレッグの2人のキャラクターを使い分けながら、友達を救うため、死者の世界である森に入り込み、ゴブリンや妖精の味方の協力を得ながら、「墓地」、「ホーンテッドハウス」、「秘密の研究所」の3つの舞台からなる24のステージを進んで行く。